# ژان لیونا ماری پوازوی
ژان لیونا ماری پوازوی (به فرانسوی: Jean-Léonard-Marie Poiseuille) (‏۲۲ آوریل ۱۷۹۷–۲۶ دسامبر ۱۸۶۹) فیزیک‌دان و فیزیولوژیدان فرانسوی است. شهرت پوازوی به خاطر ارائه معادله بسیار معروفی در رابطه با جریان سیال درون لوله‌ها است.

## بررسی جریان سیال
طی سال‌های ۱۸۱۵ تا ۱۸۱۶ پوازوی در دانشگاه اِکول پلی‌تکنیک پاریس مشغول به تحصیل در رشته فیزیک و ریاضی بود. در سال ۱۸۲۸ وی مدرک دکترای خود را با موضوع «بررسی مقاومت دهانه آئورت قلب» دریافت کرد. از جمله علایق پژوهشی وی بررسی جریان خون انسان درون لوله‌های باریک بود.
در سال ۱۸۳۸ به طور آزمایشگاهی و در سال‌های ۱۸۴۰ و ۱۸۴۶ به ترتیب فرمول‌بندی و ارائه قانون پوازوی (که بیش‌تر از آن با نام معادله هایگن-پوازوی یاد می‌شود) برای جریان‌های آرام که در آن‌ها سیال هنوز دچار تلاطم نشده است، انجام گرفت. فرض پوازوی در این قانون بر این مبنا استوار بود که مایع درون لوله‌ای با سطح مقطع ثابت (مانند جریان خون درون رگ‌های بدن) در حال حرکت است.
معادله هایگن-پوازوی به این صورت معرفی می‌شود:
{\displaystyle \Delta P={\frac {8\mu LQ}{\pi r^{4}}}}
یا
{\displaystyle \Delta P={\frac {128\mu LQ}{\pi d^{4}}}}
یا
{\displaystyle \Delta P={\frac {32\mu Lv}{\ d^{2}}}}
که در آن کمیت‌های به کار رفته عبارت‌اند از:
{\displaystyle \Delta P} افت فشار
{\displaystyle L} طول لوله
{\displaystyle \mu } ویسکوزیته
{\displaystyle Q} دبی حجمی
{\displaystyle r} شعاع
{\displaystyle d} قطر (دایره)
{\displaystyle v} سرعت برداری
پس از ارائه این معادله، به پاس احترام به پوازوی، واحد ویسکوزیته در سیستم آحاد و ابعاد سی‌جی‌اِس، پواز نامیده شد.